# 茂醇
茂醇是一種烯醇類的有機化合物，化学式为C5H6O。尽管作为一种烯醇，它是不稳定的，但在可能的异构体中，1,4-环戊二烯-1-醇相比1,3-环戊二烯-1-醇和和2,4-环戊二烯-1-醇，它是最稳定的。它與金屬配位可以生成稳定的配合物，如羟基二茂铁。它也可以與乙烯等親雙烯體發生狄爾斯-阿爾德反應。

## 异构体

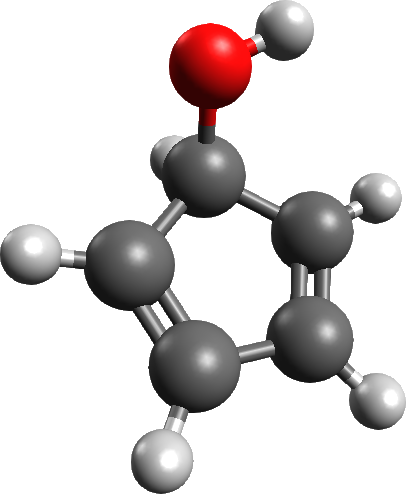
2,4-环戊二烯-1-醇